# Guilherme Aparecido Silverio
Guilherme Aparecido Silverio (Ribeirão Preto, Estado de São Paulo, Brasil; 12 de septiembre de 1997) es un futbolista brasileño que juega como defensa y su equipo actual es Plaza Colonia de la Primera División de Uruguay.

## Clubes
| Club            | País    | Año             |
| --------------- | ------- | --------------- |
| Metropolitano   | Brasil  | 2019            |
| Marília         | Brasil  | 2019            |
| Concórdia       | Brasil  | 2020            |
| Votuporanguense | Brasil  | 2021            |
| Plaza Colonia   | Uruguay | 2021 - presente |